# Bjørk Olsen
Bjørk Maria Krog Olsen (Vágur, 1991. május 20. –) feröeri újságíró és ifjúságpolitikus. A Fólkaflokkurin tagja, és 2007 óta a párt ifjúsági szervezetének elnöke.

## Pályafutása
2007. szeptember 12-én választották a Fólkaflokkurin ifjúsági szervezete, a HUXA elnökévé, majd 2009-ben újraválasztották. Vezetése alatt eddig három választási kampányban vettek részt: 2007-ben a Folketing, 2008-ban pedig a Løgting és Tórshavn község tanácsának tagjait választották meg. Az önkormányzati választáson a szervezet három tagja indult, és szerzett 100-nál több szavazatot, ami először indulóknál jó eredménynek számít. Ezen kívül a HUXA saját, az anyapárttól független politikáját is kialakította.
2007 és 2008 között tanulmányai szünetében újságíróként dolgozott Feröer mindkét nagy napilapjánál, a legnépszerűbb internetes portálnál, valamint a három rádióadó egyikénél. 2008. november 24. és 2009. január 26. között a Kringvarp Føroya nyolcrészes ifjúsági- és humorsorozatának műsorvezetője volt, június 27. és július 4. között pedig a 2009-es Szigetjátékokról közvetített.

## Magánélete
Vágurból származik, de jelenleg Tórshavnban él.

## Fordítás
- Ez a szócikk részben vagy egészben a Bjørk Olsen című norvég Wikipédia-szócikk ezen változatának fordításán alapul.  Az eredeti cikk szerkesztőit annak laptörténete sorolja fel. Ez a jelzés csupán a megfogalmazás eredetét és a szerzői jogokat jelzi, nem szolgál a cikkben szereplő információk forrásmegjelöléseként.